# Francesco Lomonaco
Francesco Lomonaco (Montalbano Jonico, Basilicata, Italia, 22 de noviembre de 1772-Pavía, Italia, 1 de septiembre de 1810) fue un escritor y patriota italiano. Conocido como el "Plutarco italiano" , fue un precursor del resurgimiento italiano y uno de los primeros en imaginar una Italia unida bajo un único gobierno.

## Biografía

### Niñez

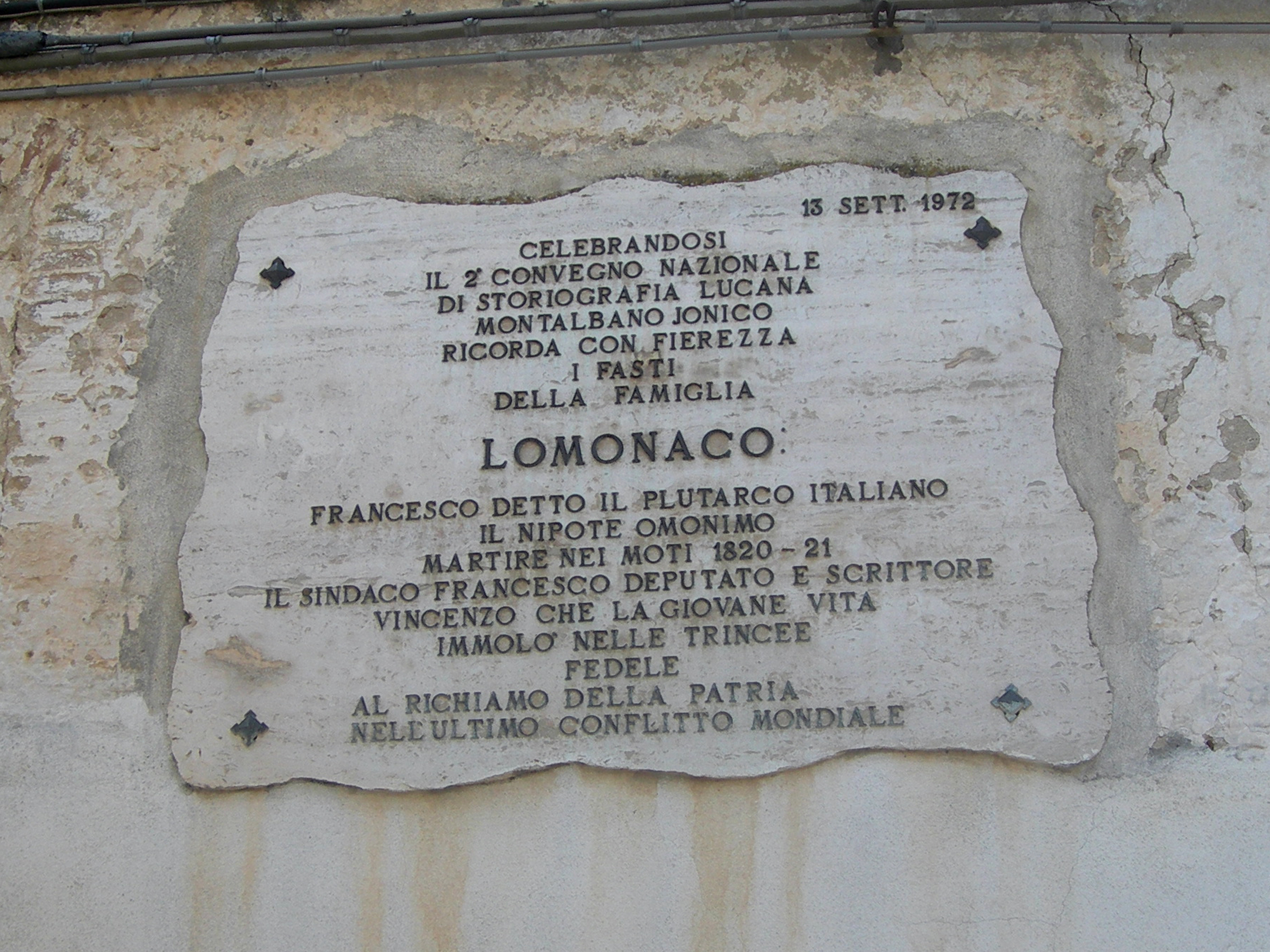
Placa dedicada a Lomonaco en Montalbano Jonico

Nació en Montalbano Jonico, en la provincia de Matera, el 22 de noviembre de 1772. A la edad de nueve años era capaz de traducir textos del latín, y realizó sus primeros estudios en su ciudad natal bajo la guía del padre Nicola Maria Troyli, que había abierto una escuela privada. Troyli desapareció en 1788, año en el que Lomonaco era ya proficiente en griego, filosofía, matemáticas, física, derecho y lengua hebrea. Reemplazó a su profesor hasta el año 1790, cuando se dirige a Nápoles para continuar sus estudios universitarios.
En 1793 se gradúa en medicina y tres años más tarde en jurisprudencia. Tradujo el Contrato social de Jean-Jacques Rousseau y el Manual de derechos y deberes del ciudadano de De Mably, del que escribió también un prefacio que recibió tanto escándalo como admiración.
En 1799, participó activamente en la República Partenopea como empleado en el municipio de Nápoles y como médico militar. Con la llegada de las tropas sanfedistas fue parte de los asediados en Castel Sant'Elmo. Sobrevivió al contraataque borbónico, posiblemente gracias a un error de transcripción en su apellido, y fue exiliado.

### Exilio
Después de un periodo transcurrido en Francia, donde conoció a Vincenzo Monti, se mudó a Milán, donde conoció a Alessandro Manzoni, quien le otorgó una gran influencia cultural. Asimismo, conoció a Ugo Foscolo y se convirtió en su doctor personal, así como tutor de su hermano menor, Giulio. Posteriormente se trasladó a Pavía, donde obtuvo la cátedra de historia y geografía en el Colegio Militar de dicha ciudad. Su motivación fue que «sin el conocimiento de la historia y la geografía humana, es imposible convertirse en guerrero o en político».
Escribió un libro sobre la caída de la República Partenopea, titulado Relación al ciudadano Carnot. El escrito tuvo un gran eco en Francia y fue publicado posteriormente en Italia. La primera edición, de enero de 1800, tuvo grandes ventas y fue reeditado varias veces. El libro dio gran fama y popularidad al autor dentro de los salones literarios, debido a sus ideas unificadoras. Entre los autores que resultaron fascinados por dichas ideas estuvieron Foscolo y Manzoni, y otros autores siguieron su ejemplo al crear sus propias Relaciones, con el objetivo de denunciar las injusticias existentes en Italia, provocadas por su estado fragmentado. Posteriormente escribió Vidas de los italianos excelentes en 1802, y Vidas de los famosos capitanes de Italia en 1804. Manzoni aprovechó la idea de este último libro para escribir El Conde de Carmañola.
En 1801 publicó Análisis de la Sensibilidad donde escribió:

Bonaparte, si lo quisiese, se encontraría en las circunstancias de eclipsar la gloria de los jefes de Estado, antiguos y modernos: él enaltece los destinos de dos grandes naciones. Pero antes de mirar el objetivo de sus miras políticas secretas, la meta de sus proyectos ocultos, el total cumplimiento de sus esfuerzos estrepitosos, no conviene proferir sobre su persona una sentencia definitiva, ya que podría resultar servilmente adulado o injustamente maldito. Los egipcios no juzgan a los hombres sino hasta después de la muerte.

Años después, Lomonaco expresó dicha idea directamente frente a Napoleón Bonaparte. Esto sucedió en 1805, durante un discurso pronunciado frente al Emperador, que se encontraba de visita en Pavía. Dicho discurso, tanto por su originalidad como por su alto contenido patriótico, surtió un gran efecto y acrecentó el nerviosismo de los diplomáticos y gobernantes locales presentes, los cuales temían que el financiamiento francés les fuera retirado, cosa que a la postre no sucedió. A este discurso siguieron otros tantos, incluido uno realizado por Foscolo. Dichos discursos se pronunciaban al inicio de los cursos que impartían, ya fuera en academias militares y en universidades. Se procuró escribir los discursos en un italiano moderno y correcto, siguiendo el estilo literario de Lomonaco.

### Últimos años

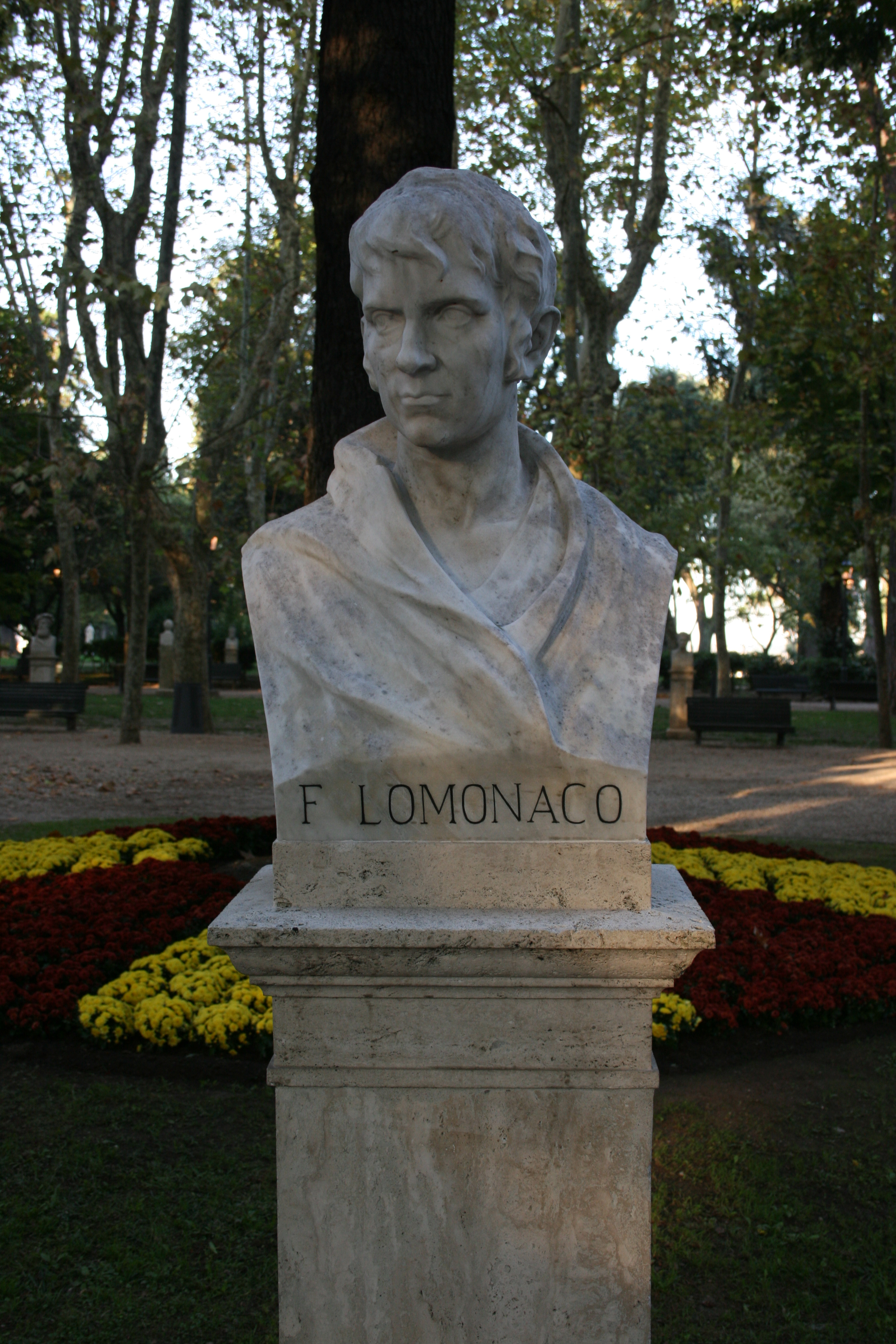
Busto de Francesco Lomonaco expuesto en los Jardines del Pincio, en Roma

En 1809 escribió sus Discursos literarios y filosóficos pero dicha obra, que mostraba las contradicciones que la figura de Napoleón había creado en los patriotas italianos (y que aparecía también en la obra de Foscolo Últimas cartas de Jacopo Ortis, le costó la censura napoleónica. Las medidas restrictivas y la imposibilidad de retornar a su tierra natal contribuyeron a su estado depresivo. Lomonaco se suicidó lanzándose al río Tesino el 1 de septiembre de 1810, después de haber escrito una carta para su hermano.
Manzoni había dedicado un soneto a Lomonaco en su juventud, pero fue parte de las obras escritas entre 1801 y 1804, las cuales fueron posteriormente desdeñadas por el autor. Sin embargo, años después, y en una entrevista concedida a un sobrino de Lomonaco, Manzoni tenía aún palabras de elogio hacia el fallecido escritor. El sobrino de Lomonaco había buscado por muchos años a Manzoni, el cual afirmó haber estado presente en las exequias de su amigo. La entrevista fue publicada en el Corriere della Sera el 12 de octubre de 1876.

## Obras
- Rapporto fatto da Francesco Lomonaco patriota napoletano al cittadino Carnot ministro della guerra sulle segrete cagioni e sui principali avvenimenti della catastrofe napoletana sul carattere e sulla condotta del re e della regina di Sicilia e del famoso Acton, senza data
- Rapporto al cittadino Carnot, 1800
- Analisi della sensibilità e delle sue leggi e delle sue diverse modificazioni considerate relativamente alla morale ed alla politica, 1801
- Vite degli eccellenti italiani, 1802
- Vite dei famosi capitani d'Italia, 1804
- Discorsi letterari e filosofici, 1809